# UW Близнецов
UW Близнецов (лат. UW Geminorum) — двойная затменная переменная звезда (E) в созвездии Близнецов на расстоянии (вычисленном из значения параллакса) приблизительно 20000 световых лет (около 6131 парсек) от Солнца. Видимая звёздная величина звезды — от +17,5m до +15,5m. Орбитальный период — около 38 суток.

## Характеристики
Первый компонент — жёлто-белая звезда спектрального класса F. Эффективная температура — около 6888 К.